# Peter, Peter, Caviar Eater
«Peter, Peter, Caviar Eater» (с англ. — «Питер, Питер — чёрной икры любитель») — первая серия второго сезона мультсериала «Гриффины». Премьерный показ состоялся 23 сентября 1999 года на канале FOX. В России премьерный показ состоялся 27 мая 2002 года на канале Рен-ТВ.

## Сюжет
Богатая тётушка Маргарита Пьютершмидт решает навестить свою племянницу Лоис, но падает замертво, едва войдя в дом. Лоис по наследству от неё остается поместье Черривуд Мэнор (Cherrywood Manor) в Ньюпорте, Род-Айленд. Приехав туда, семья Гриффинов знакомится со слугами, которые немедленно увольняются, когда те не оценили их «музыкальное приветствие» («Старая перечница заплатила нам лишь за одну только эту песню»). Питер берёт всех на работу обратно после того, как признаётся, что он тайком уже продал их старый дом в Куахоге.
Питеру тяжело найти общий язык с представителями «голубой крови», а вот Стьюи быстро привыкает командовать слугами, даже устраивает между двумя из них бой насмерть.
Питер просит Брайана научить его «быть истинным джентльменом» и после нескольких неудачных уроков Брайан прибегает к шоковой терапии.
И вот однажды вечером Питер прибывает на очень гламурный аукцион в новом обличии — Лорд Гриффин. Лоис шокирована, как легко и непринуждённо ведёт себя её муж среди высшего общества. Но Питер неверно оценил размер своего состояния и купил какую-то вазу за 100 миллионов долларов.
Лоис решает немедленно вернуться в Куахог: она вспомнила, из-за чего в своё время сбежала из Ньюпорта. Ей не нравится, как богатство меняет людей. Брайан — единственный, кто может убедить Питера в том, что не так уж он богат и гламурен. Питер возвращается в реальность, но он по-прежнему должен заплатить за купленную вазу.
За деньгами приходит мистер Брэндивайр из Исторического Общества. Питер пытается внушить тому, что содержимое особняка стоит миллионы: «внезапно замечает» надпись на стене «Иисус был тут», подписанную 51-м годом до нашей эры и маленький игрушечный паровозик под полом, который он выдаёт за часть Подземной железной дороги Гарриет Табмэн (англ. Harriet Tubman's англ. Underground Railroad). После нескольких безуспешных попыток доказать, что особняк имеет достаточную историческую ценность, чтобы оплатить покупку вазы, Питер с Лоис случайно находят в тайнике несколько фотографий. На них изображены видные американские политические деятели, посещавшие в своё время Черривуд Мэнор, который в то время был публичным домом. Находка сразу делает особняк невероятно ценным, а продажа одной из этих фотографий «жёлтой газете» позволяет Питеру выкупить (за двойную цену) обратно свой проданный дом в Куахоге.
В конце эпизода Питер успокаивает себя мыслью, что теперь ему всё равно, что о нём думает семья Лоис: ведь «все её предки были „сутенёры да шлюхи“».

## Создание
Автор сценария: Крис Шеридан.
Режиссёр: Джеф Майерс.
Приглашённые знаменитости: Файруза Балк (в роли Кони Д’Амико), Билл Эскьюдьер, Грегори Жбара, Робин Лич (камео) и Алекс Томас.

### Награды
- Этот эпизод номинировался на «Эмми» в категории «Выдающиеся музыка и стихи» за песню «This House is Freakin' Sweet», но не выиграл награды. Вообще же за второй сезон этого мультсериала «Эмми» досталась Сету Макфарлейну как «Лучшему актёру озвучивания» за голос Стьюи Гриффина.